# Salunga-Landisville
Salunga-Landisville fue un lugar designado por el censo ubicado en el condado de Lancaster en el estado estadounidense de Pensilvania. En el año 2000 tenía una población de 4,771 habitantes y una densidad poblacional de 604 personas por km².

## Geografía
Salunga-Landisville se encuentra ubicado en las coordenadas 40°5′42″N 76°24′57″O / 40.09500, -76.41583.

## Demografía
Según la Oficina del Censo en 2000 los ingresos medios por hogar en la localidad eran de $55,495 y los ingresos medios por familia eran $66,955. Los hombres tenían unos ingresos medios de $45,849 frente a los $34,875 para las mujeres. La renta per cápita para la localidad era de $24,258. Alrededor del 1% de la población estaba por debajo del umbral de pobreza.